# ۱۰۱۶ (قمری)
۱۰۱۶ (قمری)، هزار و شانزدهمین سال در گاهشماری هجری قمری است. اول محرم این سال برابر با بیست و هشتم آوریل سال ۱۶۰۷ میلادی است.